# Aérodrome de Big Creek
Big Creek Airport (code IATA : BGK) est un petit aéroport qui dessert Big Creek, Belize, et la ville voisine de Savannah.

## Situation
| Belize City (International) Belize City (National) Belmopan‎ Big Creek Caye Caulker Caye Chapel Corozal Dangriga Independence/Savannah Orange Walk‎ Town Placencia‎ Punta Gorda San Ignacio‎ San Pedro‎ Sarteneja Silver Creek |

## Service régulier
| Compagnies   | Destinations                                        |
| ------------ | --------------------------------------------------- |
| Maya Airways | Belize City-P. S. W. Goldson, Dangriga, Punta Gorda |

Édité le 02/07/2017